# Ekambareswarar
El templo de Ekambaréswarar es uno de los Pancha Bhuta Sthalam (‘cinco grandes templos’) asociados a los cinco elementos básicos en el hinduismo saivita (shivaísmo), en este caso, la tierra. Se encuentra en la ciudad de Kanchipuram, una de las siete ciudades sagradas de la India, en el estado de Tamil Nadu. Los otros cuatro templos son Annamalaiyar (Arunachaleswara en sánscrito), asociado al fuego; Thiruvanaikaval, asociado al agua; Chidambaram, asociado al espacio, y Kalahasti, asociado al viento. El templo más antiguo que hay en Kanchipuram, el de KalashNatha, también está dedicado a Shivá.

## Historia
Este templo de grandes dimensiones es uno de los más antiguos de la India. Se cree que existe desde el año 600 y que fue construido por la dinastía Pallava, aunque una parte del templo fue erigida en el siglo XVII. El gopuram de 57 m de altura fue construido por Krishna Deva Raya, del Imperio Vijayanagara, en el año 1509.

## El templo y el mango
El templo cubre un área de unos 40 acres, unas 16 hectáreas, y posee una de las entradas más altas del sur de la India debido al gopuram de 57 m de altura. Destaca en su interior el Aayiram Kaal Mandapam o Corredor de las mil columnas. 
Es muy destacable el mango de 3.500 años de antigüedad que hay en el templo, cuyas cuatro grandes ramas dan mangos de diferentes clases. Se dice que cada una de las ramas está dedicada a uno de los Vedas. El camino que conduce al mango es un shiva lingam hecho de 1008 lingams. El mayor es conocido como el Prithivi Linga, un lingam hecho de tierra o arena.

## La leyenda
Se dice que, una vez, Parvati estaba bajo el mango y Shiva, para probarla, envió rayos de fuego. Parvati pidió ayuda a su hermano, Visnú. Éste tomó la luna que hay en la cabeza de Shiva y le mostró los rayos, que inmediatamente enfriaron el lugar. Más tarde, Shiva envió al río Ganges a perturbar a Parvati, pero ésta convenció a la diosa Ganga de que eran hermanas y no debían molestarse. Entonces, Parvati hizo un lingam de arena y consiguió unirse a Shiva. 
Otra leyenda cuenta que Parvati estaba adorando a Shiva en forma de prithivi lingam, un lingam improvisado hecho de arena. Entonces el cercano río Vagavati se desbordó y trató de engullir el lingam. Parvati se abrazó a él para impedirlo y Shiva, impresionado por el gesto, se materializó y se casó con ella.